# 樋口まち子
樋口 まち子（ひぐち まちこ）は日本の学者。元国立看護大学校教授。専門は看護学、医療人類学。

## 略歴
1981年に法政大学経済学部、1984年に東京女子医科大学看護短期大学を卒業する。1993年にマヒドン大学でプライマリヘルスケア管理学修士号を取得し、1998年にコロンボ大学で医療人類学博士号を取得する。
文部科学省在外研究員としてミシガン大学ヘルスプロモーション研究センターに勤務し、保健師経験を経て、青年海外協力隊としてスリランカに着任する。外務省在スリランカ日本大使館専門調査員としてシンハラ・タミル民族問題の調査研究に従事した後、JICAスリランカ看護教育プロジェクト専門家として技術協力に携わる。10年あまりのアジア諸国での生活を経て、2000年岡山大学医学部講師・助教授、2004年静岡県立大学看護学部教授を経て、2007年に国立看護大学校教授に就任する。2022年に定年退職。

## 著書

### 単著
- 『Traditional Health Practices in Sri Lanka』（VU University Press, The Netherlands、2002)
- 『もうひとつの島国・スリランカ-内戦に隠れた文化と暮らし』（ぶなのもり、2006）

### 共書
- 『Mentoring in Nursing through Narrative Stories Across the World』(Springer、2023)
- 『国際看護学』（メヂカルフレンド社、2023）
- 『ケースで学ぶ国際開発』（東信堂、2011）
- 『社会の中の看護』（日本看護協会出版会、2011）
- 『アジアを学ぶ-海外調査研究の手法』（勁草書房、2011）
- 『スリランカを知るための58章』（明石書店、2013）
- 『看護学辞典』(メヂカルフレンド社,2013)

## 参考
- 『もうひとつの島国・スリランカ-内戦に隠れた文化と暮らし』
- ReaD&Researchmap-樋口まち子